# Symcha Symchowicz
Symcha Symchowicz, jid. שׂמחה סימכאָוויטש (ur. 15 stycznia 1921 w Otwocku, zm. 12 lipca 2017 w Toronto) – polsko-kanadyjski pisarz i poeta żydowskiego pochodzenia, piszący głównie w języku jidysz. Jego twórczość koncentrowała się wokół tematyki związanej z Holokaustem i historią Żydów w Polsce. Był autorem wielu zbiorów poezji i książek, w tym jednej wydanej w języku polskim pt. Pasierb nad Wisłą (Warszawa 2005). Był badaczem literatury oraz promotorem i nauczycielem języka jidysz. Był również wieloletnim korespondentem wydawanego częściowo w jidysz czasopisma Słowo Żydowskie.

## Życiorys
Urodzony w 1921 w żydowskiej rodzinie mieszkającej w Otwocku. We wrześniu 1939 wyjechał do ZSRR, gdzie przeżył okres wojny. Podczas Holokaustu stracił prawie całą rodzinę, wywiezioną po likwidacji otwockiego getta do Treblinki. Po wojnie powrócił do Polski i zamieszkał we Wrocławiu. W 1948 wyemigrował do Francji, a stamtąd w 1949 do Kanady, gdzie mieszkał do śmierci.
Ukończył studia na uniwersytecie w Toronto oraz w żydowskim seminarium teologicznym w Nowym Jorku.
Do końca swojej kariery zawodowej pracował jako kustosz Muzeum Beth Tzedec w Toronto.

## Twórczość
- Thus a Youth Perished (1950), tom poezji w języku jidysz
- In Hour of Prayer (1958), tom poezji w j. jidysz
- Solomon Maimon: His Personality and Attitude Towards Judaism (1971)
- Sorrow and Consoliation (1989), tom poezji w j. jidysz
- Selected Poems (1990), tom poezji w j. angielskim
- Luminous Autumn (1990), tom poezji w j. jidysz
- Stepchild on the Vistula (1990), powieść w j. jidysz
- Stepchild on the Vistula (1994), wydanie w j. angielskim
- A Song Will Remain (1994), tom poezji w j. angielskim
- Sparks in Embers (1997), tom poezji w j. jidysz
- The Remnant (1999), tom poezji w j. angielskim
- The Song That Never Died: The Poetry of Mordechai Gebertig (2001)
- Toward Eternity (2003), zbiór poezji w j. jidysz
- Out of the Abyss (2003), zbiór poezji w j. angielskim
- After the Blood Inundation (2004), zbiór esejów w j. angielskim
- The Light of Mercy (2005), zbiór poezji w j. jidysz
- Pasierb nad Wisłą (2005)